# 近思録

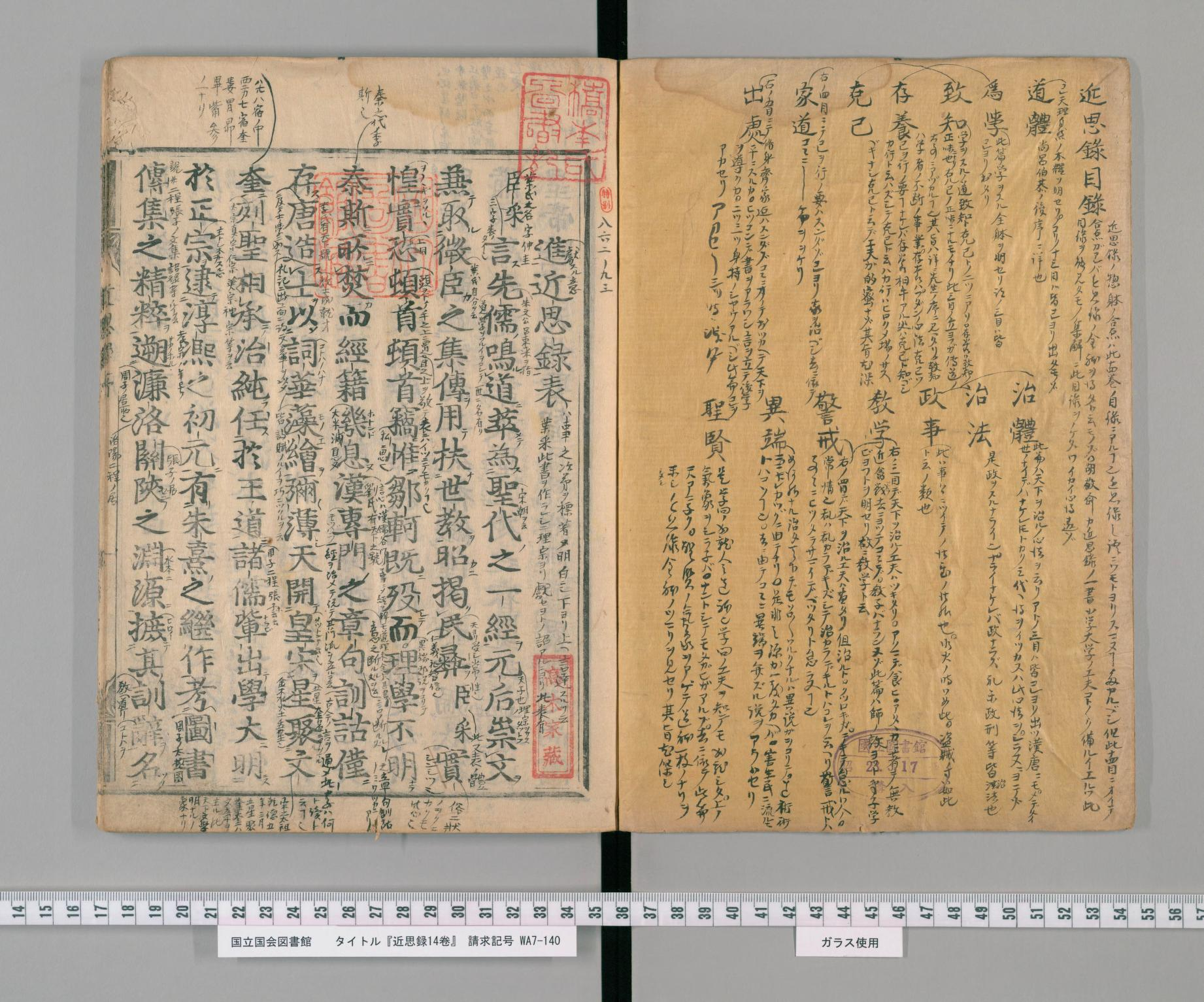
国会図書館デジタルコレクション
朱子学入門書である『近思録』の和刻本。これは寛永年間の古活字版。随所に日本語の大量の書き入れが見受けられる。

『近思録』（きんしろく）は、朱熹と呂祖謙が周濂渓、張横渠、程明道、程伊川の著作から編纂した、淳熙3年（1176年）に刊行された朱子学の入門書である。4人は北宋時代の学者で、宋学を始めた人物とされる。内容は、14章に分かれている。
日本では江戸時代後期に各地の儒学塾で講義された。豊後日田の広瀬淡窓の咸宜園では、『伝習録』とともに学業の最後の段階に位置づけられていた。

## 構成
- 朱熹のまえがき
- 1章、道体　宇宙や世界の捉え方
- 2章、為学大要　学び方
- 3章、格物窮理　物事の道理を極めること
- 4章、存養　心の根本を養い育てること
- 5章、改過遷善克己復礼　過ちを改め、善をめざし、人欲を去り、天理に則ること
- 6章、斉家之道　家庭の有り様
- 7章、出所進退辞受之義　正しい出処進退の有り様
- 8章、治国平天下之道　国を治め、天下を太平にする方法
- 9章、制度　社会制度の整備
- 10章、君子処事之方　君子としての対応の仕方
- 11章、教学之道　教育のあり方
- 12章、改過及人心疵病　過ちを見つけ、心の悪い点を改めること
- 13章、異端之学　異端の教学とは何か
- 14章、聖賢気象　先人の聖人や賢人
- 呂祖謙のあとがき

## 著訳書
- 湯浅幸孫訳著『近思録』 たちばな出版〈タチバナ教養文庫〉上中下、1996年 
  - 元版：朝日新聞社〈中国文明選4・5〉、1972-1974年、再版1977年
- 市川安司訳著『近思録 新釈漢文大系37』 明治書院、初版1975年。度々再版
- 鈴木由次郎ほか訳注 『近思録 朱子学大系9』明徳出版社、1974年
- 『近思録欄外書類 佐藤一斎全集4』 岡田武彦ほか監修 明徳出版社、1992年
- 『基礎からよく分かる「近思録」 朱子学の入門書』福田晃市訳解、明窓出版、1998年。改訂版2009年
- 『近思録』 山崎道夫〈中国古典新書〉明徳出版社、1983年ほか。抜粋版
- 『近思録』秋月胤継訳註 岩波文庫 初版1940年。秋月悌次郎の婿養子
- 『楚辞　近思録』 井上哲次郎ほか校訂、冨山房〈漢文大系22〉、増補版1984年。初刊は大正初期